# Marcelo Dias
Marcelo Dias é um político brasileiro, filiado ao Partido dos Trabalhadores. Foi um dos expoentes do  movimento negro brasileiro na década de 1980. Foi eleito deputado estadual pelo Rio de Janeiro em 1994, para a 6.ª legislatura, com 11.793 votos.
Posteriormente, foi presidente da Comissão de Igualdade Racial da OAB-RJ.